# Massachusetts (Lied)
Massachusetts ist ein Lied der australischen Band Bee Gees, das 1967 veröffentlicht wurde. Es war auch auf dem im Folgejahr erschienenen Album Horizontal vertreten.

## Inhalt und Hintergrund
Die Bee Gees waren in ihrer Heimat Australien bereits populär, als sie 1967 ihren ersten Hit außerhalb des australischen Kontinents hatten. Massachusetts wurde ihr erster weltweiter Nummer-eins-Hit.
Das Lied wurde von den Brüdern Robin, Maurice und Barry Gibb komponiert. Es erinnert ein wenig an ein keltisch angehauchtes Volkslied. Musikalisch begleitet wurde es von Maurice Gibb (Bass), Vince Melouney (Gitarre) und Colin Petersen (Schlagzeug). Hervorstechende Merkmale sind die sanften und harmonischen Einlagen der Streicher, der an Donald Dunn erinnernde Bass und die Akustikgitarre. Der Text klingt sehr emotional, doch die eigentliche inhaltliche Aussage bleibt vage. Die erste Strophe besagt: „Ich habe das Gefühl nach Massachusetts zurückzugehen, irgendetwas sagt mir, ich sollte heimkehren. Und die Lichter gingen alle aus in Massachusetts, an dem Tage als ich sie allein habe stehen lassen“. Das Lied war auch als Antwort auf Hymnen der Hippiebewegung wie San Francisco (Be Sure to Wear Flowers in Your Hair) (Scott McKenzie), Let’s Go to San Francisco (Flower Pot Men) oder San Franciscan Nights (Eric Burdon & The Animals) gedacht, die die Träume vieler Jugendlicher artikulierten, ihr Zuhause zu verlassen und nach San Francisco zu gehen. Das Bild der verlöschenden Lichter in Massachusetts spielte auf diese Wanderungsbewegung am anderen Ende der USA gelegene San Francisco an.

## Kommerzieller Erfolg

### Chartplatzierungen
Die Single erreichte in Deutschland die Spitzenposition der Singlecharts und wurde mit Doppelplatin für über zwei Millionen verkaufter Einheiten ausgezeichnet, damit zählt Massachusetts zu den meistverkauften Singles in Deutschland. Des Weiteren erreichte Massachusetts die Spitzenposition in Großbritannien, Neuseeland, Norwegen und Österreich. In den US-Charts erreichte Massachusetts Rang 11. In den japanischen Charts kam das Lied als erstes nicht-japanisches Lied auf Platz 1.
| ChartsChartplatzierungen       | Höchstplatzierung | Wochen/ Monate |
| ------------------------------ | ----------------- | -------------- |
| Deutschland (GfK)              | 1 (4 Mt.)         | 4 Mt.          |
| Österreich (Ö3)                | 1 (4 Mt.)         | 4 Mt.          |
| Schweiz (IFPI)                 | 2 (5 Wo.)         | 5 Wo.          |
| Vereinigte Staaten (Billboard) | 11 (8 Wo.)        | 8 Wo.          |
| Vereinigtes Königreich (OCC)   | 1 (17 Wo.)        | 17 Wo.         |

| ChartsJahrescharts (1968) | Platzierung |
| ------------------------- | ----------- |
| Deutschland (GfK)         | 23          |

### Auszeichnungen für Musikverkäufe
| Land/Region                  | Auszeichnungen für Musikverkäufe (Land/Region, Auszeichnung, Verkäufe) | Verkäufe  |
| ---------------------------- | ---------------------------------------------------------------------- | --------- |
| Deutschland (BVMI)           | 2× Platin                                                              | 2.000.000 |
| Japan (RIAJ)                 | —                                                                      | 500.000   |
| Neuseeland (RMNZ)            | Gold                                                                   | 15.000    |
| Vereinigtes Königreich (BPI) | Gold (Physisch) · + Silber (Digital)                                   | 1.000.000 |
| Insgesamt                    | 1× Silber · 2× Gold · 2× Platin ·                                      | 3.515.000 |

Hauptartikel: Bee Gees/Auszeichnungen für Musikverkäufe

## Coverversionen
Von Massachusetts gibt es mehrere Coverversionen, darunter jene von den Seekers aus dem Jahr 2003 (für die das Lied ursprünglich geschrieben worden war) zum Gedenken an den kurz zuvor gestorbenen Maurice Gibb.